# Staatsarchiv Salerno

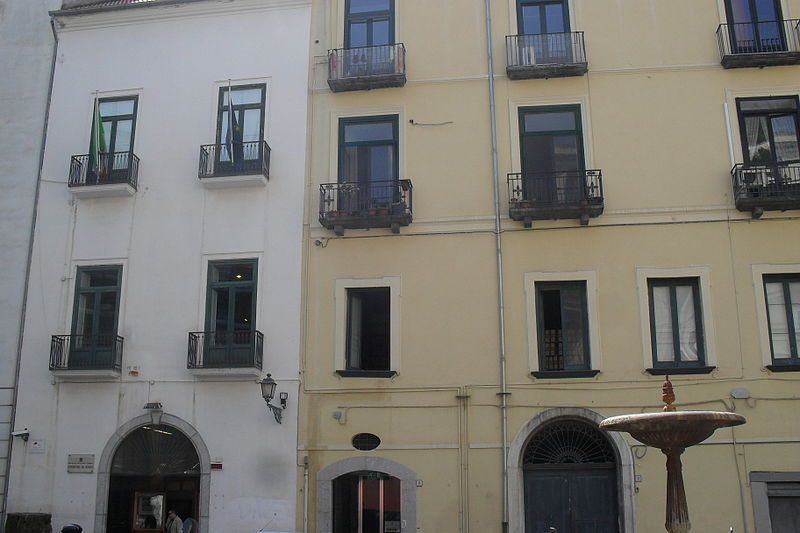
Palazzo dell’Archivio di Stato in Salerno

Das Staatsarchiv Salerno (italienisch Archivio di Stato di Salerno) ist ein italienisches Staatsarchiv in Salerno. Das 1812 gegründete Archiv zählt über 130.000 Dokumente und mehr als 1000 Pergamente. Es besitzt zudem eine Bibliothek mit etwa 24.000 Bänden. Es befindet sich in einem mittelalterlichen Palast aus dem 13. Jahrhundert, dem die Capella di San Ludovico angeschlossen ist.

## Geschichte des Staatsarchivs
Das Staatsarchiv von Salerno hat seinen Ursprung in einem Dekret vom 22. Oktober 1812, das archivi provinciali presso le Intendenze del regno di Napoli (dt.: Provinzialarchive bei den Indentanturen des Königreichs Neapel) begründete. Nach der Restauration war es in der Folge des „Organgesetzes der Archive“ vom 12. November 1818 eines der ersten, das praktisch umgesetzt wurde und wurde der ersten der drei Klassen zugeordnet, die in der ministeriellen Anordnung vom 27. Mai 1820 vorgesehen wurden. Die ältesten Papiere der Provinz wurden in das große Archiv in Neapel verbracht und nur eine bescheidene, wenn auch wertvolle Dokumentation vor der Gründung des Archivs ist in diesem aufbewahrt, darunter die Papiere des Klosters San Giorgio di Salerno und die des medizinischen Kollegs von Salerno, die später gefunden wurden. Darüber hinaus werden dort die Notarprotokolle aus dem 15.–18. Jahrhundert aufbewahrt, die einen Charakter der Kontinuität und Organisiertheit aufweisen. Das Staatsarchiv von Salerno erlitt das gleiche Schicksal wie alle Provinzialarchive im Süden, die, als sie per Kommunal- und Provinzialgesetz vom 20. März 1865, Nr. 2248, der Provinzialverwaltung unterstellt wurden, lange Zeit vernachlässigt wurden. Erwähnenswert ist jedoch die wertvolle Arbeit von Paolo Emilio Bilotti. Mit dem Übergang der Provinzialarchive an den Staat, die mit Gesetz Nr. 1391 vom 22. September 1932 Provinzialarchive des Staates wurden, brach auch für das Archiv in Salerno eine bessere Zeit an. Fast gleichzeitig begann die Arbeit von Leopoldo Cassese, der Hand an die Umordnung der Papiere legte, die über ein Jahrhundert lang gesammelt worden waren, und führte eine arbeitsreiche Rekonstruktion der Serien und Archivquellen durch. Das Werk von Cassese konkretisierte sich in der Ausarbeitung der Guida storica dell'Archivio di Stato di Salerno, auf die für weitere Informationen verwiesen sei; wenn dieses Instrument auch heute oft veraltet erscheint und die gemeldeten Daten fehlen, gilt es jedoch immer noch für die synthetischen Einführungsnotizen, die der Autor jeder Magistratur zugesteht, wobei er ihre Entstehung, Struktur und Fähigkeiten veranschaulicht. Das Provinzialarchiv von Salerno nahm per Gesetz Nr. 2006 vom 22. Dezember 1939 den Namen einer Abteilung des Staatsarchives an und nach dem Gesetz Nr. 1409 vom 30. September 1963 seinen heutigen Namen. Die dort enthaltenen Archive erschöpfen natürlich nicht die Dokumentation über Salerno und die anderen Orte der heutigen Provinz: Es ist dazu nötig, auch insbesondere die Quellen beim Staatsarchiv von Neapel zu betrachten.

## Geschichte des Palastes

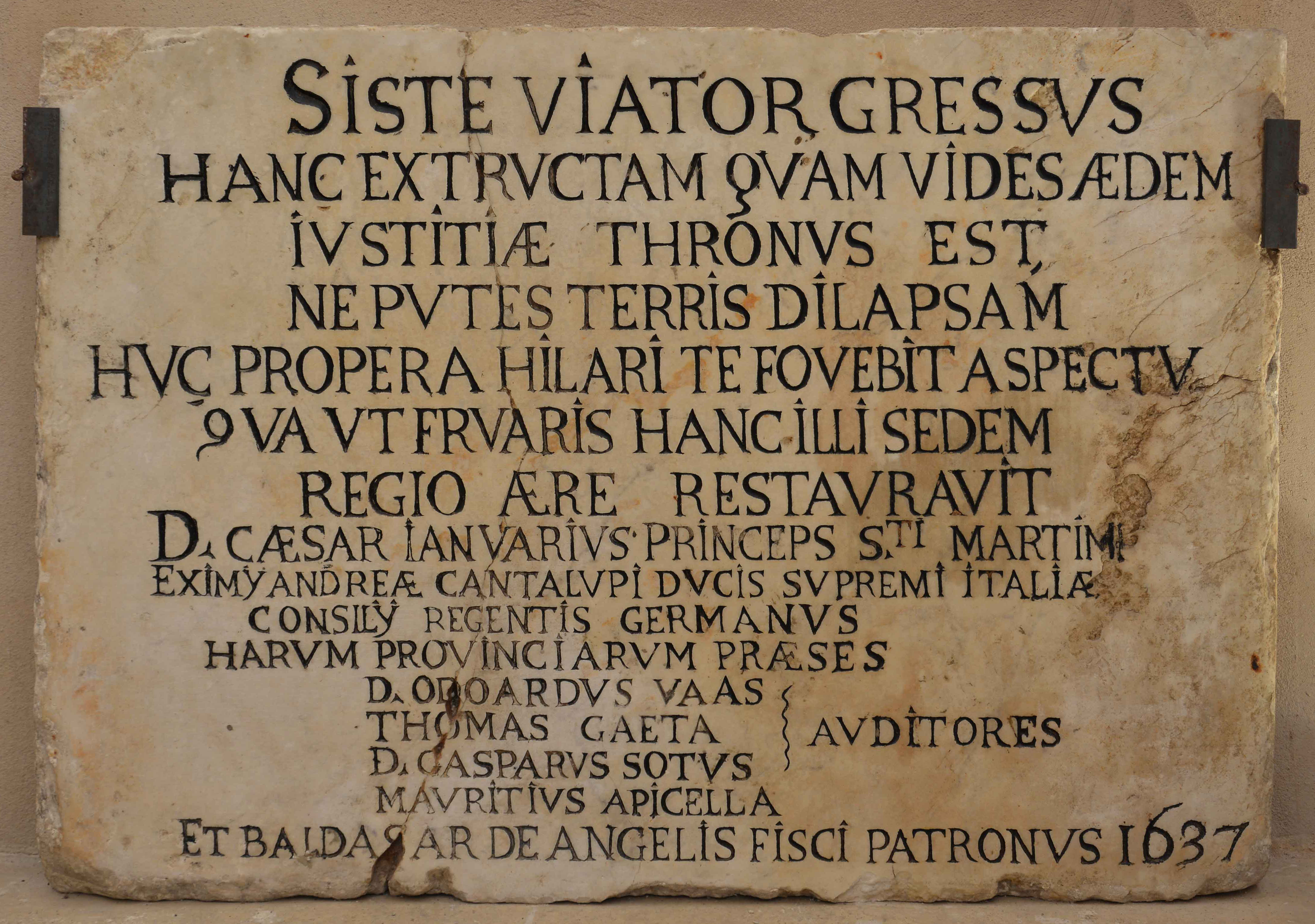
Rechteckige Marmortafel mit langem Spalt in der Mitte. Ohne Rahmen war sie zuerst an der Fassade des Palates angebracht und ist heute im Erdgeschoss, in der Kapelle des Staatsarchives von Salerno, untergebracht.

Das Gebäude, in dem heute das Staatsarchiv untergebracht ist, war vor langer Zeit ein Justizpalast. Dort residierte die Regia Udienza (dt.: Apellationsgerichtshof), eine Magistratur mit juristischen, verwaltungsmäßigen und militärischen Zuständigkeiten aus der Zeit des Hauses Aragón. Es ist nicht bekannt, ob sie sich seit ihrer Entstehung im 15. Jahrhundert dort befand, aber sicherlich fand sie sich dort ab 1637, wie eine der drei Steintafeln bezeugt, auf denen an die spätere Restaurierung des Justizpalastes erinnert wird.
Im Jahre 1806 wurde mit dem Fall der bourbonischen Dynastie und der Machtübernahme der napoleonischen Regierung die Regia Udienza aufgelöst und durch andere Verwaltungsorgane ersetzt. Der Palast wurde zum Sitz des erstinstanzlichen Gerichtshofes und des Großen Krimimalgerichtshofes, die – der eine im Zivilrecht, der andere im Strafrecht – die Zuständigkeiten der Regia Udienza übernommen hatten. So blieb es bis zur Rückkehr der Bourbonen 1815. In dieser Zeit fanden in dem Palast, der Sitz des Großen Kriminalgerichtshofes war, an dem in erster und einziger Instanz alle Fälle von Kapitalverbrechen verhandelt wurden, zahlreiche Prozesse statt, die den Aufständen des Risorgimento, der Aufstände von 1820, deren von 1848 und der Spedizione di Sapri folgten. Es gibt dort noch eine kleine Zelle, in der Gefangene eingesperrt waren, die auf ihren Prozess warteten. Sie wird fälschlicherweise „Cella Pisacane“ nach mündlicher Überlieferung des Staatsarchivs genannt; tatsächlich weiß man aber, dass dort Giovanni Nicotera, der Kumpan Pisacanes bei der tragischen Spedizione di Sapri, eingesperrt war. Pisacane ließ zusammen mit 26 seiner Kumpane sein Leben in Sanza; Nicotera wurde gefangen genommen. Er wurde vor das in diesem Gebäude ansässige Gericht gestellt und verurteilt, auch wenn der Prozess aufgrund der großen Zahl der Angeklagten auf einem Platz in der Nähe stattfand.
Auch nach der Einigung Italiens behielt das Gebäude seine Nutzung als Gerichtsgebäude; dort war das Tribunale Civile e Correzionale untergebracht, das die Zuständigkeiten der Zivil- und Strafgerichtshöfe aus bourbonischer Zeit geerbt hatte. Gleichzeitig wurde dort auch der Corte d’Assise (dt.: Apellationsgerichtshof) untergebracht.
Als 1934 die Gerichtshöfe in den neuen Palazzo di Giustizia transferiert wurden, wurde das alte Gerichtsgebäude Sitz des Provinzialarchivs (später Staatsarchiv), das bis dahin im Palazzo d’Avossa untergebracht war.

## Die Cappella di San Ludovico

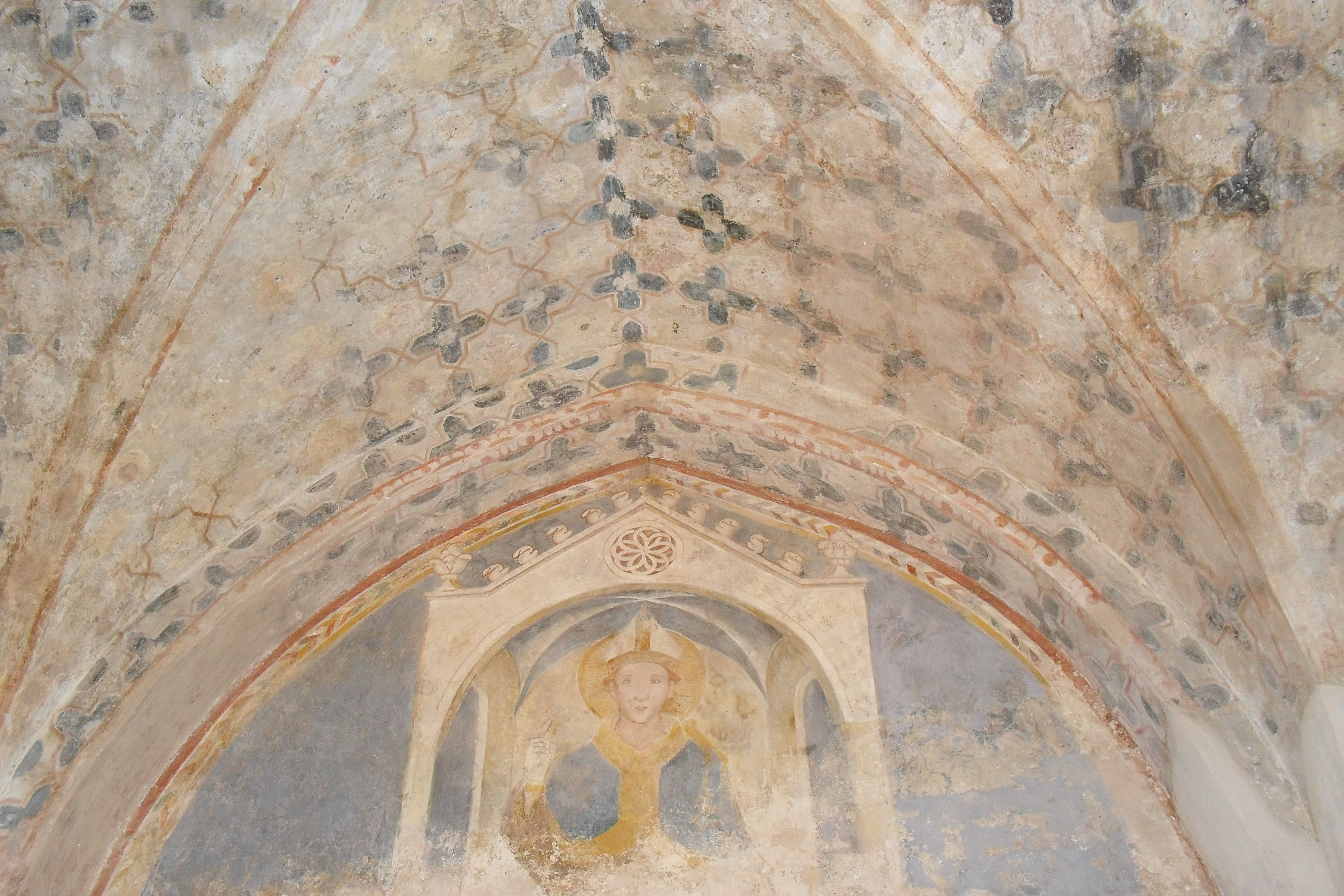
Fresko des Heiligen Ludwig, nach dem die Kapelle benannt wurde

Im Laufe des Jahres 2009 wurden die Restaurierungsarbeiten an der Ludwigskapelle abgeschlossen, die Teil des Palazzo dell’Archivio di Stato di Salerno ist. Der Raum, der mit Fresken dekoriert ist, stammt aus dem 13. Jahrhundert. Es handelt sich um eine sehr wichtige Entdeckung, da dem Raum im Erdgeschoss des Palastes bis dahin keine besondere Bedeutung zugemessen worden war. Tatsächlich diente er seit Anfang des letzten Jahrhunderts als städtische Apotheke und wurde dann zu einem Lagerraum der Archivdokumentation. Die Restaurierung erbrachte der Stadt ein Fragment ihrer Vergangenheit und warf damit ein neues Licht auf das künstlerische Erbe von Salerno in der Zeit der Herrschaft des Hauses Anjou. Die dem Heiligen Ludwig geweihte Kapelle wird in einigen notariellen Urkunden erwähnt: Sie befand sich unter dem Palast der Guarnas, der vorher den Della Portas gehörte, die sich des Verbrechens der Rebellion schuldig gemacht hatten und deren Güter von Roberto Sanseverino, Herzog von Salerno, konfisziert worden waren. Im 16. Jahrhundert wurde der Palast Sitz der Regia Udienza und in der Kapelle wurden Gottesdienste für die Häftlinge gefeiert. Im 17. Jahrhundert wurde sie dem Heiligen Leonhard geweiht. In der Kapelle kam ein Fresko aus dem 14. Jahrhundert ans Licht, auf dem Ludwig von Toulouse, der Zweitgeborene von Karl II. von Neapel und Maria von Ungarn, dargestellt ist, der in der zweiten Hälfte des 13. Jahrhunderts gelebt hatte. Nach dem Tod seines erstgeborenen Bruders, Karl Martell, verzichtete dieser auf den Thron von Neapel und der Grafschaften Anjou und Provence zugunsten seines anderen Bruders, Robert, und trat in den Franziskanerorden ein. Nachdem er 1296 von Papst Bonifatius VIII. zum Bischof von Toulouse geweiht worden war, starb er im Folgejahr an Tuberkulose und wurde 1317 von Papst Johannes XXII. heilig gesprochen.

## Vermächtnis
Das Vermächtnis des Staatsarchivs von Salerno besteht aus Quellen staatlichen Ursprungs des Alten Regimes bis heute und aus nichtstaatlichen Quellen. Unter den Dokumenten des Alten Regimes (bis 1806) sind lokale Gerichtsakten, solche der Regia Udienza, des Katasters und des Castato onciario. Die Dokumente aus napoleonischer Zeit und der Restauration umfassen Akten der Verwaltung, der Justizverwaltung, des Katasters von Murat und staatliche Dokumente. Aus der Zeit nach der Einigung Italiens gibt es Dokumente der Präfektur und der Unterpräfekturen, der Justizverwaltung, der Finanzämter, der Bauverwaltung, der Bildungsbehörde und der Überwachung der freien Leistungen. Die nicht staatlichen Quellen umfassen Notarprotokolle, Kommunalarchive, Archive der Provinzialverwaltung, Archive religiöser Gemeinschaften, private Archive und das Archiv des medizinischen Kollegiums, das, im Unterschied zur berühmten Schule von Salerno, für die Verleihung akademischer Grade und die Überwachung der Ärzte und Apotheker zuständig war. Die Bibliothek des Archivs, die zur Unterstützung der Dokumentenrecherche durch die Archivare und Besucher des Studiensaales gegründet wurde, wuchs im Laufe der Zeit und spezialisierte sich immer mehr auf die Geschichte Süditaliens. Dort wurden Materialen und Publikationen über die örtliche Geschichte und die Geschichte Süditaliens gesammelt, sowohl durch Zukäufe als auch durch Stiftungen der Autoren. Heute umfasst sie über 25.000 Bände, die größtenteils im Servizio bibliotecario nazionale katalogisiert sind. Sie enthält auch eine bedeutende Sammlung von Zeitschriften, zu der mehr als einhundert Zeitungen und mehrere Tausend Broschüren zählen, die die Sammelbände bilden. Bedeutend sind auch einige private Quellen, die dem Archiv gestiftet wurden, die wichtigsten davon sind die des Paolo Emilio Bilotti, die von Carrano und die von Silvestri.